# Jack Wells
John Norman „Jack” Wells (ur. 3 października 1926 w Bloemfontein, zm. 2 kwietnia 2010 w Kapsztadzie) – południowoafrykański gimnastyk, uczestnik Igrzysk Olimpijskich w 1952 w Helsinkach i Igrzysk Olimpijskich w 1956 w Melbourne.
W Helsinkach wystąpił w wieloboju gimnastycznym, który ukończył na 169. miejscu (na 185 zawodników). Najlepszym wynikiem w pojedynczej konkurencji była 79. lokata w skoku. W Melbourne afrykański gimnastyk zawody ukończył na 53. miejscu na 63 gimnastyków. Najlepszą jego konkurencją były ćwiczenia na koniu z łękami, w których był 48.